# Дамасен
Дамасе́н (також Дамасін, дав.-гр. Δαμασήν) — персонаж давньогрецької міфології,
гігант, син Геї, якого вона народила без батька.
З'явився на світ у Лідії вже бородатим і на очах виріс до гігантських розмірів. Його одразу озброїла богиня Ерида. За проханням німфи Морії, дракона, який вбив Тіла, брата Морії, у тривалій боротьбі Дамасен вбив стовбуром дерева. Брав участь у боротьбі гігантів проти Зевса за верховну владу на Олімпі.